# Бурная вода
Бурная вода образуются на реках, ручьх и каналах, когда уклон, рельеф дна и скорость течения меняется настолько, что вызывает сильную турбулентность, так что воздух перемешивается с водой. Это образует нестабильное течение, которое пенится, делая воду непрозрачной и белой.
Этот термин также используется как прилагательное, описывающее катание на лодках по таким рекам, например, гребля по бурной воде или сплав по бурной воде на катамаране. Так же использую термин с хождением по порогам.

## Факторы влияющие на бурность
Четыре фактора, по отдельности или в сочетании, могут создавать пороги:
1. уклон
2. сужение
3. препятствия
4. скорость течения

Перепад, сужение и препятствие являются факторами топографии русла.
Скорость течения в пороге зависит как от сезонных колебаний количества осадков и таяния снега, так и от скорости сброса воды из плотин, расположенных выше по течению.

## Классификация
Существует две распространённые шкалы оценки сложности водных препятствий: международная и российская.

### Международная классификация
Международную шкала сложности реки, где бурная вода (либо отдельный порог, либо вся река) классифицируется по шести категориям от класса I (самый простой и безопасный) до класса VI (самый сложный и самый опасный).
Уровень отражает как техническую сложность, так и опасность, связанную с порогом: уровень I относится к ровной или медленной воде с небольшим количеством опасностей, а уровень VI относится к самым трудным порогам, которые очень опасны даже для опытных гребцов и являются редко бегаю.
Пороги класса VI иногда понижаются до уровня V или V+, если они прошли успешно. Более жёсткие пороги (например, порог V категории на реке, в основном, III категории) часто обновятся. Обнос порога — это место, где участники сплава спешиваются и переносят плавсредство по земле в обход опасности.
- Класс 1: Очень маленькие неровные участки, не требуют маневрирования (уровень навыков: нет)
- Класс 2: Бурная вода, возможно, камни, небольшие перепады, могут потребовать маневрирования (уровень навыков: базовый уровень гребли).
- Класс 3: средние волны, до полутора метров. Падение с такой высоты не представляет большой опасности, но может потребовать значительного маневрирования (нужны навыки гребли)
- Класс 4: бурная вода, большие волны, длинные пороги, камни, может быть значительный перепад, могут потребоваться резкие манёвры (уровень навыков: продвинутый)
- Класс 5: Приближение к верхним пределам порогов, по которым можно пройти с навыком гребли (порог класса 6 больше зависит от удачи, чем от умения, по крайней мере, от умения, которое может сделать гораздо больше, чем просто избегать препятствий на пороге). Бурная вода, большие волны, непрерывные пороги, большие камни и опасности, возможно, большой обрыв, точное маневрирование, часто характеризующееся необходимостью совершать действия, то есть невыполнение определённого манёвра в определённой точке может привести к серьёзной травме или смерти, Класс 5 иногда расширяется до класса 5+, который описывает самые экстремальные пороги, по которым можно пройти (уровень квалификации: эксперт); Класс 5+ иногда присваивается порогу в коммерческих целях, поскольку страховые компании часто не покрывают убытки, понесённые на пороге 6 класса.
- Класс 6: Хотя существуют некоторые споры по поводу термина «класс 6», на практике он относится к порогам, которые невозможно пройти, и любая попытка сделать это сопряжена со значительным риском серьёзной травмы, риска утопления или смерти (например, водопад Мерчисон). Если проходит порог, который когда-то считался непроходимым, его обычно переклассифицируют в класс 5.

### Российская классификация
Российская классификация имеет 6 категорий с одной дополнительной.
Характеристика препятствия:
- 1 (Л)

«Лёгкое препятствие». Доступно для прохождения туристам, не имеющим туристского опыта. Перекат, быстрина, невысокие валы, не требуется выбора линии движения и разведки. Характерно для маршрутов I к. с.
- 2 (П)

«Простое» препятствие. Валы, несложная шивера, порог, прижим, скорость воды и уклон невелики. Линия движения видна с воды. Определяющее препятствие маршрутов II к. с.
- 3 (СР)

Препятствие «средней» трудности. Локальный порог со спокойным участком на выходе, шивера, отдельные камни в русле, завалы. Линия движения видна с воды. Определяющее препятствие маршрутов III к. с
- 4 (С)

«Сложное» препятствие. Протяжённая шивера или порог с большим количеством камней, бочками и валами. Каньон и щёки с прижимами, отдельными камнями и сливами. В конце препятствий имеются достаточно протяжённые относительно спокойные участки реки. Желательна разведка, элементы страховки, линия движения с воды не просматривается или неявно выражена. Определяющее препятствие маршрута IV к. с.
- 5 (Т)

«Трудное» препятствие. Технически трудный протяжённый порог или шивера на участках с большим уклоном и расходом воды, крупные бочки и валы, сложная линия движения. Препятствия следуют друг за другом. В конце препятствия короткий участок быстротока, где возможна швартовка. Каньон с препятствиями 4 к. т. Сильный прижим. Обязательная разведка и страховка, возможна аварийная ситуация. Определяющее препятствие маршрутов V к. с.
- 6 (ТТ)

«Очень трудное», опасное препятствие. Опасный сложный каскад препятствий или каньон с набором наиболее трудных препятствий. Отдельные препятствия переходят из одного в другое, швартовка и страховка затруднены или невозможны. Опасное локальное препятствие на участках с высоким уклоном и расходом воды. Проходится после тщательной разведки и со страховкой. Преодолевается на пределе возможности судов. Определяющее препятствие маршрутов VI к. с.
- 6* (ТТТ)

«Сверхтрудное» препятствие. Труднопроходимое для любого класса судов. Ранее не пройденное или имеющее единичные случаи прохождения, крайне опасное для жизни членов экипажей (завалы, водопады, водосбросы, ущелья…). Характерно для маршрутов-первопрохождений VI к. с.

## Безопасность

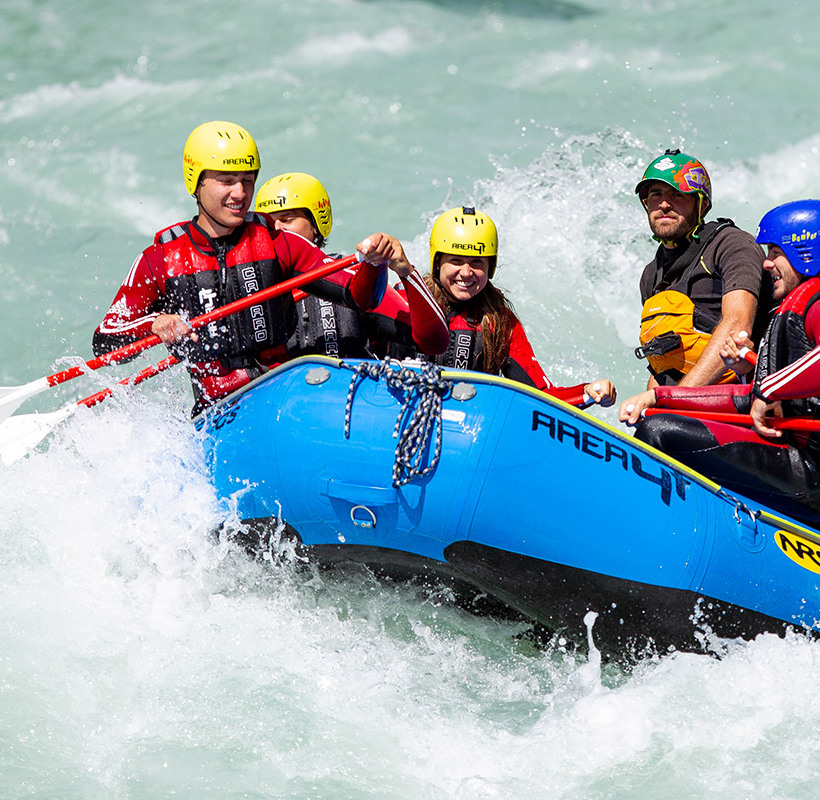
Рафтинг — это водный вид спорта, с высоким риском падения с лодки на порогах.

Сплав по рекам с бурной водой — популярный вид спорта и активного отдыха, но он небезопасен. Быстро движущаяся вода всегда может привести к травме или смерти в результате утопления или ударов о предметы. Ежегодно в Соединённых Штатах в результате несчастных случаев при сплаве погибает около 50 человек. Опасности можно смягчить (но не устранить) за счёт обучения, опыта, разведки, использования защитного снаряжения (например, индивидуальных плавсредств, шлемов, метательных верёвок, их ещё называют «морковками») и использования других людей в качестве «наблюдателей».